# Le Dorat
Le Dorat is een gemeente in het Franse departement Haute-Vienne (regio Nouvelle-Aquitaine) en telt 1899 inwoners (2005). De plaats maakt deel uit van het arrondissement Bellac.

## Geschiedenis
Vanaf de tiende eeuw was Le Dorat een versterkte plaats van de graven van de Marche. Zij hadden er een mottekasteel. De stad Le Dorat ontwikkelde zch rond de kapittelkerk. De stad was niet enkel een strategisch belangrijk, maar lag ook aan een oude handelsweg voor zout en ijzer. Vanaf 1430 liet de Franse koning Le Dorat versterken met een stadsmuur. De bouw hiervan duurde tot in de 15e eeuw.
In de tweede helft van de zestiende eeuw kwam er een koninklijke rechtbank in de stad. Le Dorat kreeg een administratieve functie als hoofdstad van de provincie Basse Marche. Magistraten en rijke burgers bouwden hun woningen in de stad. In het kader van de contrareformatie vestigden franciscanen en benedictijnen in de zeventiende eeuw kloosters in de stad. Vanaf 1659 worden de Ostensions, religieuze feesten ontstaan uit een eerdere bedevaart, georganiseerd.
In de 19e eeuw werd een deel van de stadsmuur afgebroken in het kader van de stadsvernieuwing. Er werden nieuwe straten getrokken. In 1824 werd de landelijke gemeente Voulons aangehecht bij Le Dorat.

## Geografie
De oppervlakte van Le Dorat bedraagt 23,7 km², de bevolkingsdichtheid is 80,1 inwoners per km². De Courtoison stroomt door de gemeente.
De onderstaande kaart toont de ligging van Le Dorat met de belangrijkste infrastructuur en aangrenzende gemeenten.

## Verkeer
In de gemeente ligt het spoorwegstation Le Dorat.

## Demografie
De gemeente kende haar hoogste bevolkingscijfer rond 1910. Onderstaande figuur toont het verloop van het inwonertal (bron: INSEE-tellingen).

## Bezienswaardigheden

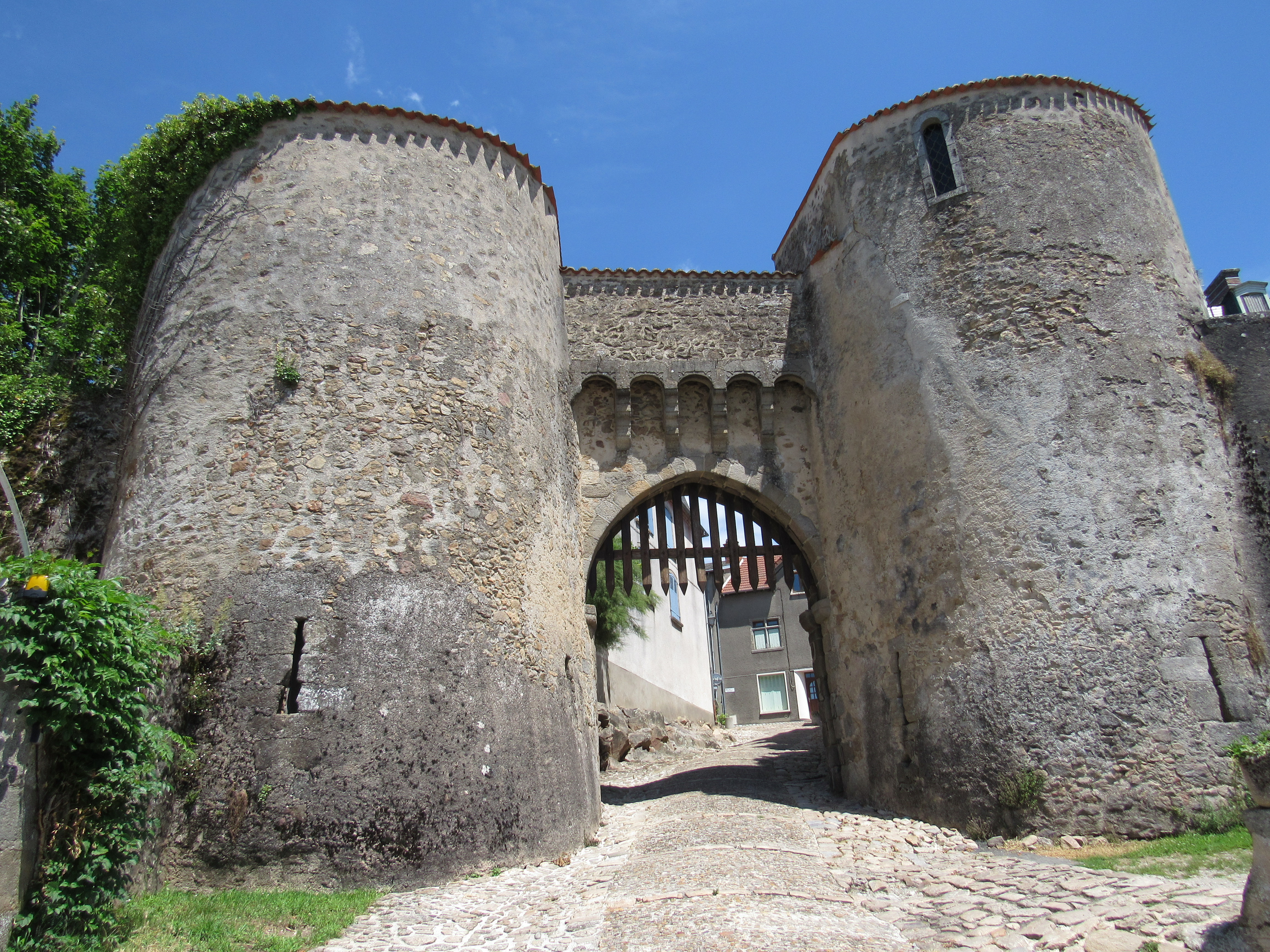
Porte Bergère

Het beeld van het stadscentrum wordt voornamelijk bepaald door gebouwen uit de zeventiende en achttiende eeuw. Le Dorat bezit drie gebouwen die beschermd zijn als monument historique.
De collegiale kerk Saint-Pierre is een romaanse kerk die opvalt door haar dimensies : ze is 77 meter lang en haar dwarsbeuk telt 39 meter. De aanvang van de bouwwerken wordt gesitueerd in het begin van de twaalfde eeuw. In de vijftiende eeuw werd ze versterkt, wat haar massief aspect verklaart. In 1846 werd ze geklasseerd als monument historique.
Het polylobe westportaal heeft de invloed van de mozarabische architectuur ondergaan.
Een achthoekige klokkentoren rijst elegant boven de kerk uit.
Op de centrale straalkapel rust een halfcirkelvormige toren die deel uitmaakt van de verdedigingswerken die in de vijftiende eeuw werden uitgevoerd.
Het betreden van de kerk gebeurt via een neerwaartse, statige trap. Onmiddellijk valt een grote, met leeuwen versierde granieten karolingische doopvont op.
Andere gebouwen erkend als monument historique zijn het Maison dite La Pouge uit 1656, een herenhuis met een monumentale inrijpoort en een torentje, en de  Porte Bergère, een versterkte stadspoort uit de zestiende eeuw.
De Ostensions is een religieus feest dat elke zeven jaar wordt georganiseerd bij de Saint-Pierre. Dit feest komt voort uit de bedevaarten die werden gehouden naar de relieken van de lokale heiligen Israël en Theobald in de kerk.

## Geboren
- Joseph Guillemot (1899-1975), atleet